# Józef Kirszrot-Prawnicki

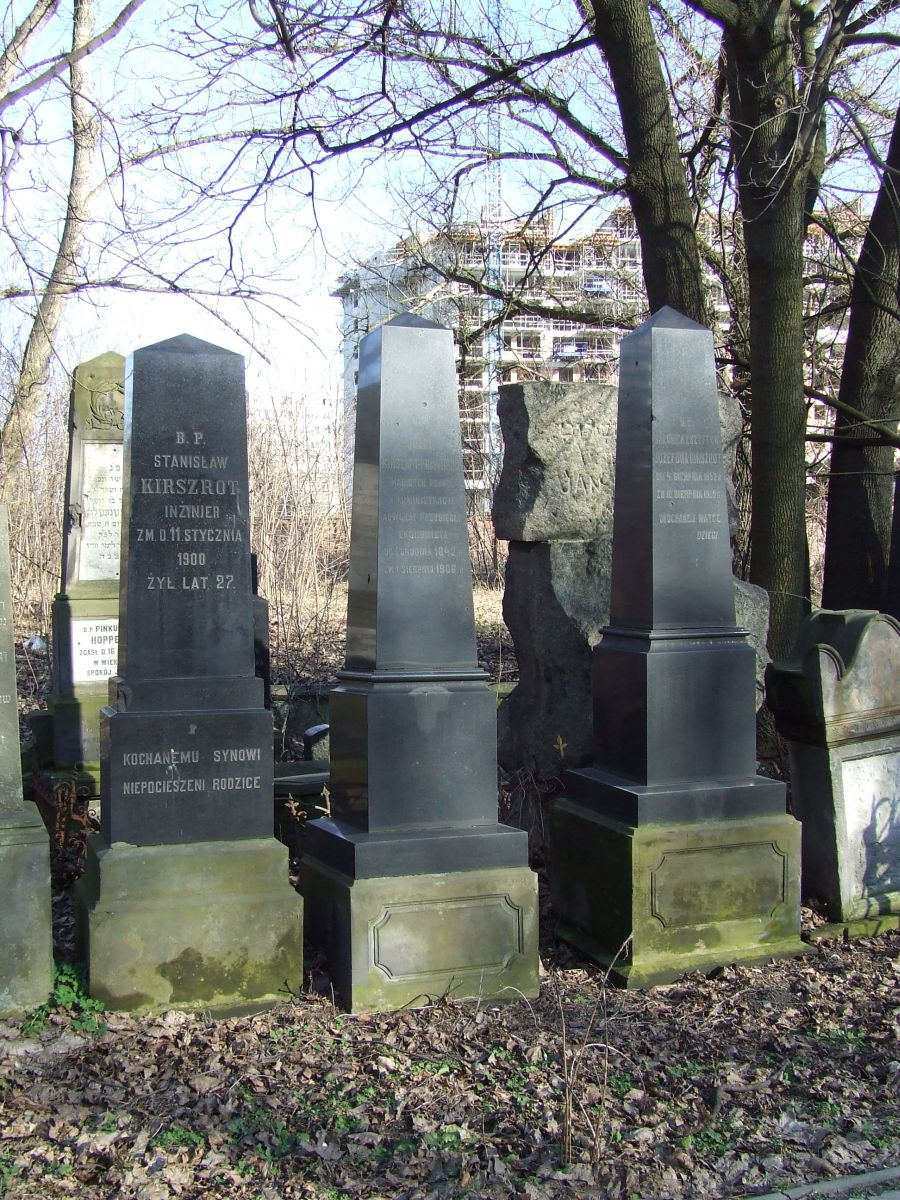
Grób Józefa Kirszrota-Prawnickiego (w środku) na cmentarzu żydowskim przy ulicy Okopowej w Warszawie

Józef Kirszrot-Prawnicki (ps. „K-t”, „Labor”, „J.K-P”, „-p.”) (ur. 1 grudnia 1842 w Warszawie, zm. 1 sierpnia 1906 w Otwocku) – polski prawnik, ekonomista i działacz społeczny żydowskiego pochodzenia.

## Życiorys
Urodził się w rodzinie zasymilowanych Żydów osiadłych w Warszawie. W 1866 uzyskał tytuł magistra prawa i administracji w Szkole Głównej Warszawskiej. Kontynuował studia w Lipsku i Wrocławiu. W 1873 został adwokatem przysięgłym przy Sądzie Apelacyjnym w Warszawie. Później pracował również jako radca prawny w rozmaitych instytucjach.
Propagował idee spółdzielczości, w tym spółdzielczości kredytowej, oraz ubezpieczeń. Był kierownikiem biura naukowego Jana Blocha. Publikował w prasie, m.in. w Izraelicie, Ateneum, Ekonomiście, Gazecie Sądowej, Niwie, Przeglądzie Tygodniowym, Kurierze Warszawskim, Bibliotece Warszawskiej i Gazecie Handlowej. Napisał kilkanaście książek i broszur, w tym pracę na temat spółdzielni pożyczkowych pt. O oszczędności, kasach i stowarzyszeniach oszczędnościowych i pożyczkowo-oszczędnościowych. Tłumaczył także literaturę obcojęzyczną. Zorganizował w 1901 i wiele lat przewodniczył Towarzystwu Oszczędnościowo-Pożyczkowemu dla Ubogiej Ludności Żydowskiej. Był członkiem założycielem Kasy im. Józefa Mianowskiego. Od 1881 wielokrotnie wchodził w skład zarządu Gminy Wyznaniowej Żydowskiej w Warszawie.
Opowiadał się za asymilacją Żydów i nawoływał do zmieniania przez Żydów nazwisk na polskie, opublikował apel w tej sprawie w 1882 na łamach Kuriera Warszawskiego, co odbiło się szerokim echem wśród mieszkańców miasta. Napisał komedię Węzeł gordyjski poświęconą problemom asymilacji. Był prawnikiem Stowarzyszenia Wzajemnej Pomocy Pracowników Handlowych.
Z małżeństwa z Salomeą z domu Szyff (1852–1909) miał syna Stanisława (1873–1900), który był inżynierem. Jest pochowany na cmentarzu żydowskim przy ulicy Okopowej w Warszawie (kwatera 71, rząd 1).